# Литовченко, Никифор Трофимович
Никифор Трофимович Литовченко (1911 — ?) — сотрудник органов государственной безопасности, полковник, начальник личной охраны руководителя СССР.

## Биография
В РККА с 1932, с 1939 по 1940 участвовал в советско-финской войне. Воевал в Великой Отечественной войне (по одной информации с июня 1941, по другой — с 1942), участвовал в обороне Сталинграда. На февраль 1943 состоял работником оперативной группы члена Военного совета Южного фронта Н. С. Хрущёва. С 1957 по 1964 начальник личной охраны Н. С. Хрущёва. Предупреждал того, что Г. Т. Шуйский прячет поступающие материалы о смещении на пленуме КПСС. С 1964 на пенсии, работал фотографом в агентстве печати «Новости».

### Звания
- капитан;
- капитан государственной безопасности;
- подполковник;[5]
- полковник.

## Награды
- два ордена Красного Знамени;
- пять орденов Красной Звезды (03.02.1943, 10.04.1945, 30.04.1947, 31.12.1955, ?);
- медаль «За отвагу»;[6]
- юбилейные медали.